# St. Martinus (Ollheim)

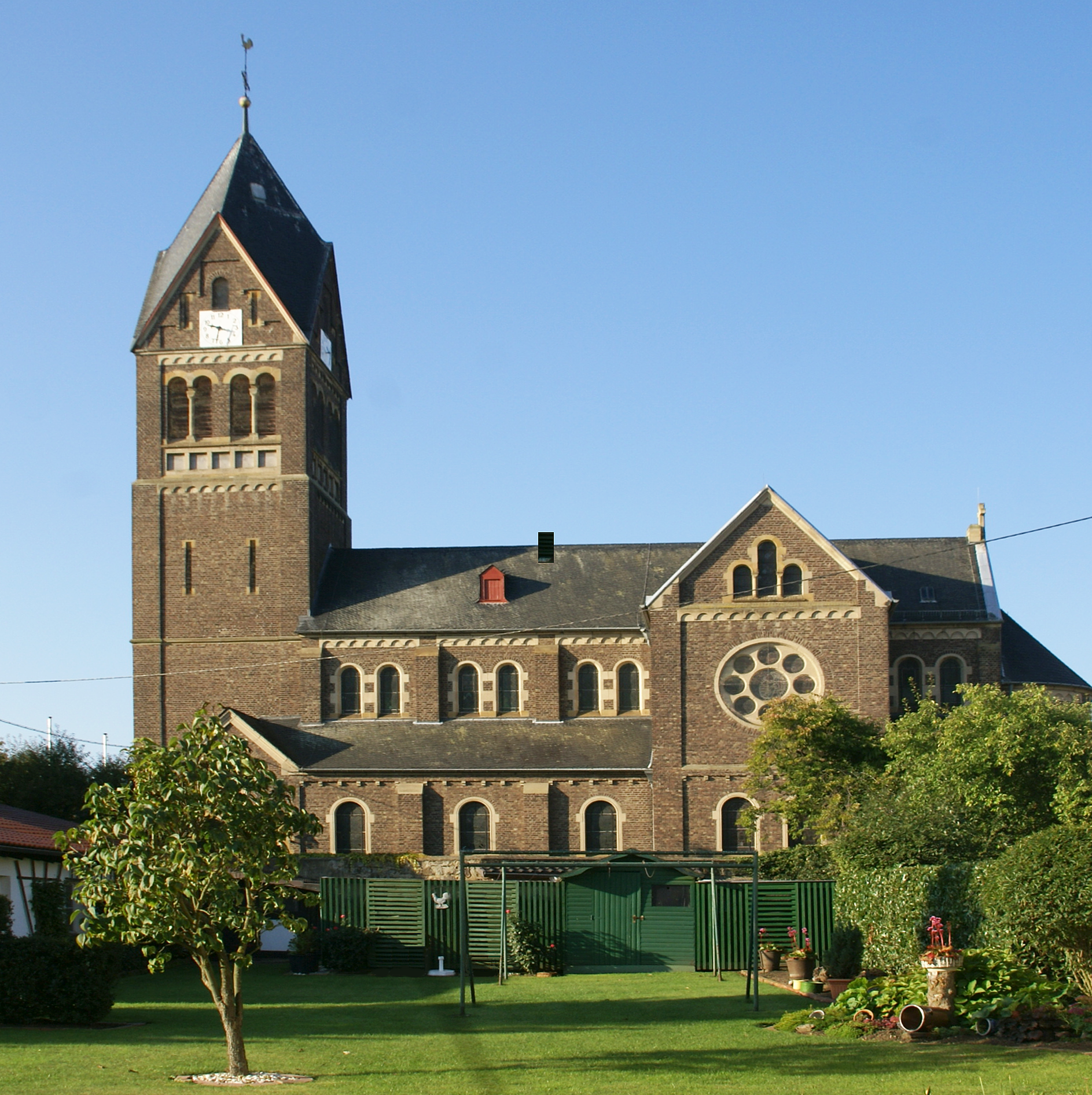
Ostseite (2013)

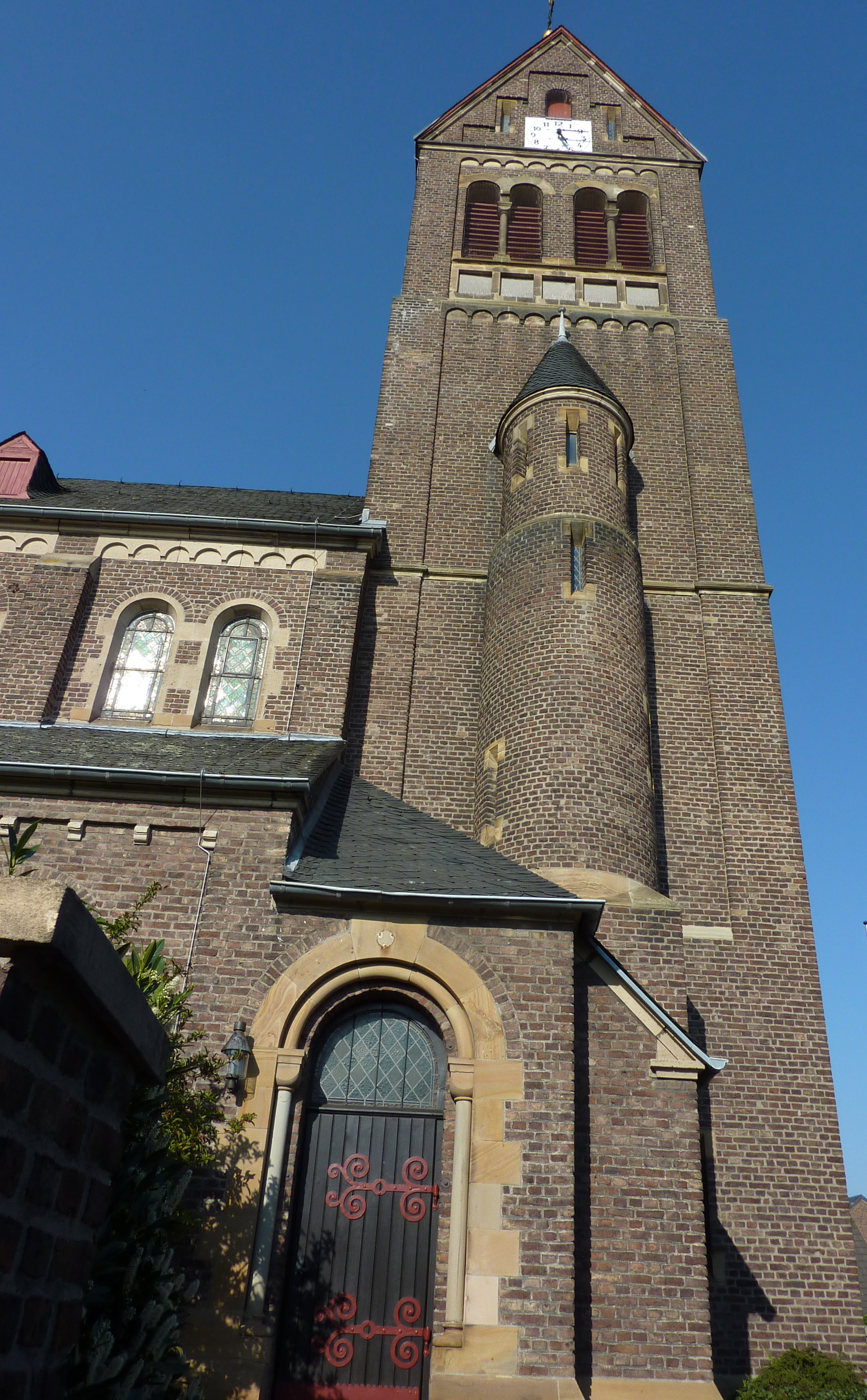
Das Treppenhaus an der Westseite des Turmes (2011)

Sankt Martinus in Ollheim ist eine in den Jahren 1906 und 1907 im neuromanischen Stil erbaute  römisch-katholische Kirche. Sie liegt in der Kirchstraße 25 und verfügt über nennenswerte Kirchenfenster sowie eine historisch bedeutsame Orgel. Das Gebäude wurde 1993 in die Denkmalliste der Gemeinde Swisttal aufgenommen.

## Geschichte
Im fränkischen Reich befand sich beim rund neun Kilometer entfernten Flamersheim ein Königsgut (Villa regia nomine flameresheim), errichtet auf den Ruinen eines römischen Kastells. Der Wirtschaftshof dieses Gutes trug den Namen Hockebur. Ende des 9. Jahrhunderts wurde die Villa und das Gut von einfallenden Normannen zerstört.
Da der heilige Martin von Tours der Lieblingsheilige der fränkischen Hausmeier und Könige war, trug die Hofkapelle von Hockebur dessen Patrozinium. Die meisten Kapellen in den Hockebur unterstellten Gütern in der Umgebung wurden ebenfalls dem heiligen Martin gewidmet; neben Ollheim betraf das auch die Ortschaften Hilberath, Rheinbach, Ipplendorf, Esch, Euskirchen sowie Stotzheim.
Erstmals im Jahr 1064 wurde ein katholisches Gotteshaus in Ollheim erwähnt. Es handelte sich um die Großkapelle des damals größten ortsansässigen Hofes. Im genannten Jahr wurde die neugegründete Benediktinerabtei in Siegburg mit der Hälfte des Patronats der Ollheimer Kirche dotiert. Dieses Kirchengebäude war ein romanischer Pfeilerbau; die Kirche wurde im Jahr 1732 konsekriert. Vor der Revolution war die Abtei Siegburg Zehntherr und Patron der Kirche. In Friedrich von Restorffs Topographisch-Statistischer Beschreibung der Königlich Preußischen Rheinprovinzen von 1830 wird die Katholische Pfarrkirche St. Martin genannt. Aufgrund ihrer Baufälligkeit wurde sie schließlich abgerissen.
An gleicher Stelle entstand 1906/1907 das heutige Gebäude im neuromanischen Stil. In den Jahren 1974/1975 fand eine umfassende Renovierung statt. Der 40 Meter hohe Kirchturm ist heute sichtbares Wahrzeichen des Ortes. Die St.-Martinus-Pfarrgemeinde wird im Seelsorgebereich Swisttal (Kreisdekanat Rhein-Sieg-Kreis, Erzbistum Köln) von Seelsorgern des Michaeliten-Ordens betreut.

## Architektur
Die Kirche verfügt als Basilika über drei neoromanisch ausgestaltete Schiffe (Mittelschiff und zwei niedrigere Seitenschiffe) und ein Querschiff und ist aus Backstein errichtet. Der dreiseitig geschlossene Chor wird von Sakristeianbauten flankiert. Der vorgelagerte rechteckige und über die Breite des Mittelschiffes laufende Südturm mit seinem zweisäuligen, neuromanischem Stufenportal ist von einem Rhombenhelm gedeckt. An der Westseite des Turmes befindet sich ein halbhoher, steinerner Treppenturm mit einer Wendeltreppe. Die Maßwerkfenster sind in eine Sandsteinrahmung gesetzt. Die beiden Enden des Querschiffs und der Turm (Orgelempore) verfügen über große Rosetten. Eine kleine Rosette befindet sich über dem Osteingang im Turm.

## Kirchenfenster
Die Fenster der Ollheimer Kirche lieferte das Unternehmen Glasmalerei W[ilhelm] Derix Kevelaer und Goch im Jahr 1908 (so signiert). Friedrich Stummel hatte die Fenster entworfen. Verwendete Gestaltungsformen sind Ornamente (dabei auch: Flechtband-Ornamente, Florale Ornamente, Floralee Ornament mit Puttenköpfen und Vögeln) sowie Motive: Maria in der Mandorla, Die Heilige Anna mit Maria, Christus – der gute Hirte, Der Heilige Martin, der seinen Mantel mit dem Bettler teilt, Cäcilia von Rom mit einer Orgel (Patronin der Kirchenmusik, in einer Rosette) und die Erz- und Schutzengel Raphael und Michael, letzterer dargestellt als Schutzpatron Deutschlands (beide in Rosette).

## Glocken
Sankt Martinus verfügt über drei Bronze-Glocken. Von den ursprünglich im Jahr 1928 in Apolda gegossenen Glocken wurden die zwei größeren (Christ-Königs-Glocke, Martinus-Glocke) im Zuge der staatlichen Glockenbeschlagnahmung während des Zweiten Weltkriegs abgenommen und abtransportiert. Es gibt keine Unterlagen über den Verbleib dieser beiden Glocken, von einer Einschmelzung kann ausgegangen werden. Nur die kleinste Glocke (Jubiläums-Glocke) verblieb damals in der Kirche. Das Geläut wurde nach dem Krieg durch zwei 1959 in Gescher gegossene Glocken wieder ergänzt.
Heute werden alle drei Glocken im Läutedienst eingesetzt. Eine klangliche Beurteilung des heutigen Geläutes wurde von Musikdirektor Jakob Schaeben (1905–1980) erstellt. Danach liegen die Vibrationsenergie und das Singtemperament der Altglocke 35 % unter dem seit 1951 geforderten Wert – nicht untypisch für qualitativ mangelhafte Zwischenkriegsbronzen. Die beiden Neuglocken seien dagegen bestens gelungen.
| Nr. | Name                | Gussjahr | Gießer                                                                | Durchmesser (mm) | Masse (kg) | Schlagton (HT-1/16) |
| 1   | Jubiläums-Glocke    | 1928     | Gebr. Ulrich, Apolda                                                  | 1005             | 670        | gis' +3             |
| 2   | Christ-König-Glocke | 1959     | Hans Georg Hermann Maria Hüesker Petit & Gebr. Edelbrock, Gescher     | 1310             | 1400       | dis' +1             |
| 3   | Martinus-Glocke     | 1959     | Hans Georg Hermann Maria Hüesker Fa. Petit & Gebr. Edelbrock, Gescher | 1008             | 800        | fis' +2             |

Die Jubiläums-Glocke von 1928 ist im Konstruktionstypus Schwere Rippe gestaltet, ihr Abklingverlauf ist „unruhig“. Sie führt ein Blumendekor als Zierfries an der Glockenschulter und folgende Inschrift:

„DIES DREIGELÄUTE BRINGET DEM HOHEN JUBILAR -- 1903 -- CARL SCHÜTZ PFARRER OLLHEIM -- 1928 -- ALS FESTGABE DAR -- DIE KATH. GEMEINDE“

Die große Christ-König-Glocke von 1959 (Konstruktionstyp: Mittelschwere Rippe, Abklingverlauf: „schwebend“) zeigt als Inschrift:

„† CHRISTE, REX NOSTER ET SALVATOR NOSTER, MISERER NOBIS. -- 1 9 5 9 -- PFARRER HERMES GEWIDMET ZUM 40JÄHRIGEN PRIESTERJUBILÄUM 1952“

Die mittelgroße Martinus-Glocke von 1959 (Konstruktionstyp: Mittelschwere Rippe, Abklingverlauf: „steht“) führt folgende Inschrift:

„† SANCTE MARTINE, PROTECTOR NOSTER, O. P. N. 1 9 5 9 -- PFARRER HERMES GEWIDMET ZUM 25JÄHRIGEN ORTSJUBILÄUM -- 1958“

## Christian-Ludwig-König-Orgel
Die Orgel der Kirche ist historisch und überregional bedeutend. Es handelt sich um ein Instrument des Kölner Orgelbauers Christian Ludwig König, einem prominenten Orgelbauer des rheinischen Barocks, der im 18. Jahrhundert im nördlichen Rheinland wirkte. König hatte damals bereits die Orgel der Hofkirche St. Maximilian zu Düsseldorf und die der Schlosskirche von Schleiden gebaut, sein Vater die des Klosters Steinfeld. 1768 fertigte er die heute in der Ollheimer Kirche stehende Orgel. Sie gilt als die am originalgetreusten erhaltene von den insgesamt etwa 30 Orgeln, die König alleine oder in Zusammenarbeit mit seiner Familie in seiner Kölner Werkstatt gefertigt hat.
Das Gehäuse des Instrumentes, die Windlade und der Großteil des Pfeifenwerks einschließlich der Prospektpfeifen und Teile der Mechanik (wie die Manualklaviatur) sind original erhalten. Die Prospektpfeifen aus Zinn sind die einzig noch erhaltenen Pfeifen ihrer Art von König. Sie tragen die Originalsignatur ihrer Stimmhöhe und sind besonders kostbar und selten, da sie nicht, wie damals üblich, 1917 abgegeben werden mussten. Sie entgingen dem Schicksal der Einschmelzung vermutlich, weil die Orgel zu dem Zeitpunkt noch eingelagert war.
Die ursprüngliche Disposition der Orgel mit ihren neun Registern auf dem Manualwerk:
| Manual C–d3 |     |                       |
| Bordun D    | 16′ | original              |
| Hohlpfeif   | 8′  | original              |
| Gamba       | 8′  | tlw original          |
| Principal   | 4′  | original              |
| Flaut       | 4′  | original              |
| Quinte      | 3′  | original              |
| Superoctav  | 2′  | original              |
| Mixtur III  | 1′  | 1948 ersetzt/2014     |
| Trompet B/D | 8′  | 1948 Schalmey 8’/2014 |

| Pedal C–f0, seit 1968 C–c1 |     |                     |
| Subbass                    | 16′ | angehängt seit 1963 |
| Octavbass                  | 8′  | 2014                |

### Geschichte der Orgel
Ursprünglich war die Orgel eine Stiftung der wohlhabenden Kölner Familie von Brackel zu Breitmar an das Kloster Schillingscapellen. Die Stiftsdame Maria Lambertina Freiin von Brackel zu Breitmar (1705–1790) war 1767 zur Äbtissin von Schillingscapellen gewählt worden. Aus Dankbarkeit wurde dem Damenstift der Augustinerchorfrauen aus dem Vermögen ihres Vaters, des Patriziers Johann Lambert Freiherr von Brackel zu Breitmar († 1727), die Orgel finanziert. Bis 1769 wurde die Orgel gebaut und geliefert.
Als Schillingscapellen 1802 säkularisiert wurde, erwarb die Ollheimer Gemeinde die Orgel. 1806 wurde die Orgel zunächst in der vormaligen Ollheimer Kirche aufgebaut und 1917 nach vorübergehender Einlagerung in die neu erbaute Kirche umgesetzt.

### Restaurierung der Orgel
1948/1949 erfolgte eine Überarbeitung der Anlage durch die Bonner Orgelbaufirma Kaes, unter anderem wurden zwei Register ersetzt. Später führte die Firma Schulte aus Kürten weitere Renovierungsmaßnahmen durch. Im Jahr 1964 kam es dann zu einer Überholung und teilweisen Instandsetzung durch Kaes; das Instrument wurde um ein zuvor angehängtes Pedal mit Subbass 16' erweitert. Die Orgel erhielt auch einen neuen Spieltisch unter Übernahme der alten Klaviatur. Die Herkunft des Gerätes wurde nicht im Detail geprüft; der damalige Orgelsachverständige des Erzbistums, der Kirchenmusikdirektor Hans Hulverscheidt schätzte ein Baujahr von 1760 bis 1780.
Im Jahr 2007 entschied der Ollheimer Kirchenvorstand, die Orgel von der Bonner Werkstatt Orgelbau Klais stimmen zu lassen. Im Rahmen dieser Arbeit wurde Reparaturbedarf festgestellt. Zunächst wurde nur eine Instandsetzung der Luftzufuhr geplant, nach Einstufung der Orgel als wertvoll aufgrund des hohen Originalbestandes sowie der Erkenntnis über die Herkunft wuchs der Investitionsbedarf in der Folgezeit auf rund 200.000 EUR. Im Dezember 2013 übernahm die Landtagsabgeordnete Ilka Freifrau von Boeselager die Schirmherrschaft über die Orgelsanierung. Ziel der Kirchengemeinde war es, etwa die Hälfte der Sanierungskosten aus öffentlichen Mitteln zu finanzieren, die andere Hälfte sollten sich Erzbistum Köln und Kirchengemeinde teilen. Die Bezirksregierung Köln bewilligte einen Kostenzuschuss in Höhe von 25.000 EUR. Das Erzbistum Köln, das Amt für Denkmalpflege im Rheinland und der Landschaftsverband Rheinland beteiligten sich ebenfalls an der Finanzierung der Kosten. Bewohner aus der Gemeinde Swisttal brachten rund 20.000 EUR als Privatspenden auf.
Die zuständige Denkmalschutzbehörde genehmigte eine Positionierung des Instrumentes als Brüstungsorgel in Verbindung mit der Erweiterung um ein Octavbass 8‘-Pedalregister. Die fast ein Jahr dauernde Restaurierung durch den Orgelbauer Hans-Wolfgang Theobald von der Werkstatt Klais war im Spätherbst 2014 abgeschlossen. Bei der Restaurierung wurde der technische Bereich näher an den originalen Zustand herangeführt. Die Windladen, das Pfeifenwerk und die Mechanik wurden innerhalb der historischen Maße wieder zusammengeführt. Dabei ordnete sich die Rekonstruktion der Spielanlage den Vorgaben unter, die sich aus der wertvollen Manualklaviatur ergeben. Der Gebläsemotor der neu angelegten Windversorgung der Orgel steht nun im Turmraum hinter dem Pedalwerk; er wurde mit einem neuen Magazinbalg versehen, von dem aus das Pedal mit Wind versorgt wird. Unter der Manuallade befindet sich jetzt ein Keilbalg, der als Druckausgleich dient und zugleich für einen atmenden Wind sorgt.
Da das Instrument erheblich überarbeitet wurde, war eine Wiedereinweihung notwendig. Diese fand am 9. November 2014 anlässlich des Patronatsfestes statt.

## Die Filialkirche in Mömerzheim

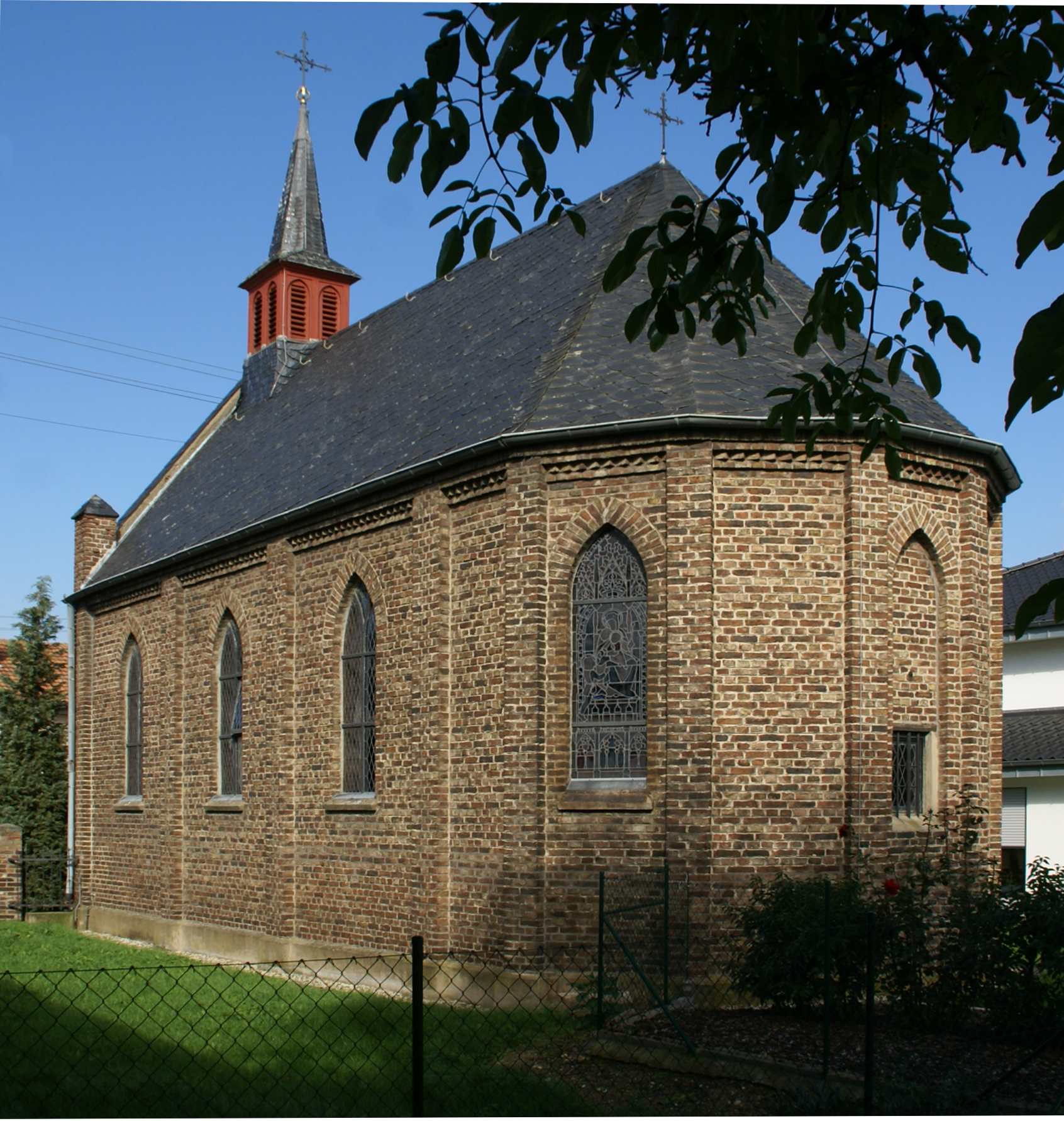
Die Mömerzheimer Filialkapelle, 2013

Im Swisttaler Weiler Mömerzheim befindet sich eine Filialkirche der Ollheimer Martinskirche. Die Kapelle Unserer Lieben Frau von der Immerwährenden Hilfe wurde Anfang der 1880er-Jahre errichtet und am 4. Mai 1885 von Papst Leo XIII. in den Rang einer Wallfahrtskapelle erhoben. Die Weihe erfolgte 1886. Anlass für die Anerkennung als Wallfahrtsstätte war das in der Kapelle befindliche Gnadenbild Unserer Lieben Frau von der immerwährenden Hilfe, eine weit verbreitete Kopie einer bekannten Ikone aus dem 14. Jahrhundert.
Seitdem ist das Kapellenfest in der Oktav vom ersten zum zweiten Septembersonntag fester Bestandteil im kirchlichen Festkalender der Kirchengemeinde St. Martinus. So wird seit 1886 das Gnadenbild im Spätsommer in einer Prozession in die Kapelle getragen – vormals durch den Ort Mömerzheim, seit etwa zehn Jahren von der Pfarrkirche Ollheim durch die Felder zur Mömerzheimer Kapelle.
Die im neugotischen Stil gebaute einschiffige Kapelle verfügt über acht Fenster in den vier Fensterachsen sowie ein halbrundes Fenster über dem Eingang. Die sechs Fenster des Kirchenschiffs zeigen ein Rautenmuster mit Rahmenstreifen. Die beiden Chorfenster enthalten Darstellungen der Heiligen Anna mit Maria und des Heiligen Hermann Joseph von Steinfeld. Die Chorfenster stammen aus dem Jahr 1886. Die 40 kg schwere Josefs-Glocke (unterer Außendurchmesser 42 cm) der Kapelle, aufgehängt im Türmchen, stammt von dem Sieglarer Christian Claren und wurde 1885 gegossen. Ebenso wie eine kleinere Glocke der Kapelle aus dem Jahre 1928 (Gebr. Ulrich in Apolda) wurde sie im Zuge der staatlichen Glockenbeschlagnahmung abgenommen und im Juni 1942 zum Glockenfriedhof nach Hamburg transportiert. Die größere Glocke wurde jedoch nicht eingeschmolzen und gelangte in der Nachkriegszeit wieder nach Mömerzheim. Im Jahr 1995 kam es zu einer umfassenden Renovierung der Kapelle. Die Marienkapelle wurde am 7. Mai 1993 in die Denkmalliste der Gemeinde Swisttal eingetragen.